# Раббани, Раза
Раза Раббани (англ. Raza Rabbani; урду رضا ربانى‎; род. 23 июля 1953, Лахор) — пакистанский государственный деятель. С марта 2015 года по март 2018 года занимал должность председателя сената Пакистана.

## Биография
Раза Раббани родился 23 июля 1953 года в городе Лахоре, Пакистан. В 1976 году окончил университет Карачи. С 16 октября 1993 года по 5 ноября 1996 года занимал должность министра законности, правосудия и соблюдения прав человека. В 2013 году баллотировался на пост президента Пакистана, однако снял свою кандидатуру в ходе выборов. С 11 марта 2015 года является председателем сената Пакистана.